# 阿拉馬奇鎮區 (新澤西州)
阿拉馬奇鎮區（英語：Allamuchy Township）是位於美國新澤西州沃倫縣的一個鎮區。

## 地方資料
阿拉馬奇鎮區的面積為52.51平方千米，當中陸地面積為51.78平方千米，而水域面積為0.73平方千米。根據2020年美國人口普查的數據，當地共有人口5335人，而人口密度為每平方千米101.6人。